# Complejo Deportivo INDES (Santa Ana)
El Complejo Deportivo INDES de Santa Ana es uno de los principales centros deportivos de la ciudad salvadoreña de Santa Ana. Este complejo deportivo o polideportivo fue reinaugurado en 1999. Está ubicado donde anteriormente estuvo la Finca Modelo.
Cuenta con una piscina de 8 carriles, una cancha de fútbol, dos de basquetbol y una cancha de béisbol. Además de una pista de atletismo de 5 carriles.
Asimismo, este complejo deportivo posee cubículos de Boxeo, Judo, Tae kwon do, gimnasia, tenis de mesa, tenis, entre otros. Dispone de una capacidad para 3.000 personas.